# Русско-ливонская война (1480—1481)
Русско-ливонская война 1480—1481 годов — война между Русским государством и Ливонской конфедерацией.

## Предыстория
Вялотекущая пограничная война Ливонии с Псковом шла ещё с 1469 года. На фоне внутриливонских конфликтов с рижским и дерптским епископами, регулярно писавшими жалобы в Ватикан, магистр Ливонского ордена Бернхард фон дер Борх для укрепления своего шаткого положения решил предпринять победоносный поход на Псков. При этом его расчёт заключался в том, что великий князь Иван III, а также присоединённый недавно к централизованному Русскому государству Новгород, из-за угрозы крупного похода со стороны Большой Орды не придут Пскову на помощь.

## Ход войны

### Зимние кампании 1480 года
В январе 1480 года ливонские рыцари внезапно атаковали псковские земли. В частности, была захвачена крепость Вышгородок, а все её обитатели были перебиты. Далее немецкие рыцари осадили Гдов, который, однако, несмотря на сильный пушечный обстрел, выстоял и не сдался. Ливонцам удалось лишь опустошить округу и сжечь гдовский посад. После этих событий Псков обратился за помощью к великому князю. Иван III, несмотря на сложное положение на юге, отозвался на просьбы псковичей и послал им на помощь войско под командованием воеводы Андрея Никитича Ногтя-Оболенского. Соединившись с псковичами, московская рать в феврале вторглась в пределы Ливонии, опустошила окрестности Дерпта и вернулась с большой добычей и множеством пленных.

### Ливонское наступление весной-осенью 1480 года
Тем не менее, после ухода великокняжеских войск, вызванным мятежом братьев Ивана III, немцы возобновили нападения на псковские земли. Уже весной ливонское войско под командованием магистра Бернхарда фон дер Борха осаждало Изборск, пока не подошла псковская рать. В течение всего года на границе шли кровавые столкновения. Так, в августе 1480 года ливонцам удалось захватить Кобылий городок, население которого также подверглось резне. Тогда же немцы, собрав наибольшее до того момента войско, попытались захватить Изборск и Псков, однако обе осады провалились. Во время осады Пскова оказалась неудачной попытка десанта с кораблей в Запсковье, которая была пресечена псковичами. Когда осенью пришли известия о поражении Ахмата в стоянии на Угре, ливонский магистр, осознав свой стратегический просчёт, был вынужден отвести войска.

### Большой русский поход в Ливонию 1481 года

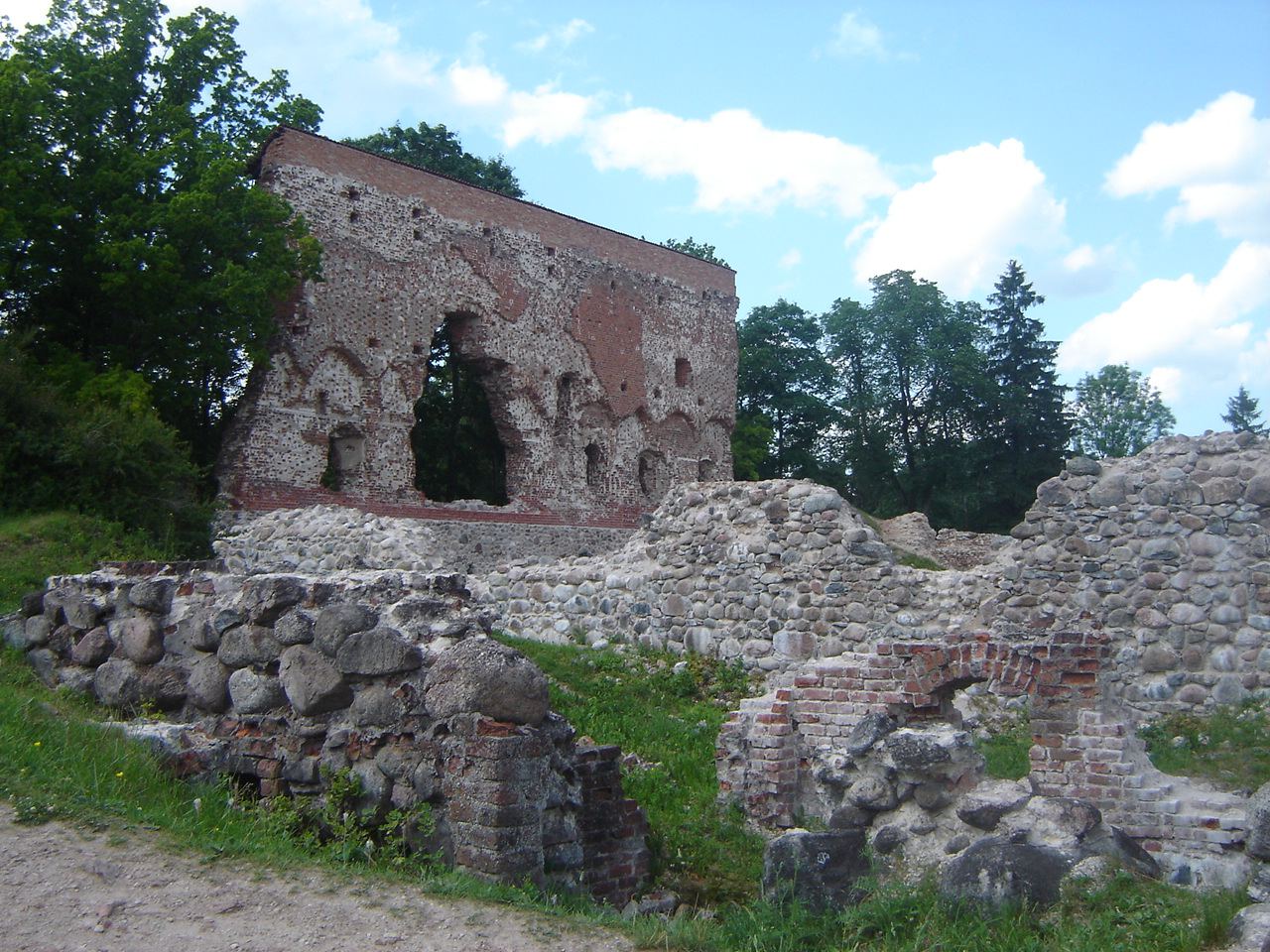
Руины замка Феллин

В ответ на действия ливонцев по отношению к псковичам, в начале 1481 года государь и великий князь всея Руси Иван III выслал 20-тысячное московское войско под командованием воевод князей Ярослава Васильевича Оболенского и Ивана Васильевича Булгака Патрикеева, а также новгородскую рать во главе с наместниками князем Василием Фёдоровичем Китаем Шуйским и Иваном Зиновьевичем Станищевым. Сын Шуйского Василий Васильевич Бледный Шуйский возглавил в походе псковский полк.
Перешедшие границу русские войска развили наступление в трёх направлениях. Одна часть войска наступала к замку Тарвасту, другая на замок Каркус, третья и основная, ведущая с собой наряд (артиллерию), в направлении Феллина. Уже через месяц удалось захватить первые две цели, что было обусловлено неожиданностью нападения посреди глубокой зимы и снегов. Неподготовленные ливонцы были вынуждены избрать пассивную тактику обороны.
1 марта был осаждён один из самых мощных замков Ордена — замок Феллин, служивший с 1471 года резиденцией магистра Ливонского ордена. Сам Бернхард фон дер Борх за день до подхода русских бежал в Ригу. Новгородская рать преследовала его на протяжении 50 вёрст, сумев захватить часть обоза. Осаждавшие Феллин московско-псковские рати сожгли его посад и разрушили артиллерийским огнём внешние крепостные стены. Не дожидаясь штурма, жители Феллина предпочли дать крупный откуп (2 тысячи рублей). Осадное войско согласилось отступить, захватив значительную добычу, в том числе скот, коней и большой «полон». В знак победы псковичи забрали с собой также восемь колоколов.

## Последствия
Впервые после Раковорской битвы 1268 года русские войска проникли так глубоко в Ливонию. Как сообщает летопись, их поход нанёс ливонцам крупный урон, поскольку русские войска «плениша и пожгоша всю землю немецкую от Юрьева и до Риги». В переполненном беженцами Ревеле вспыхнула эпидемия чумы.
Ливонские власти на фоне неудачного хода войны поспешили начать мирные переговоры. 1 сентября 1481 года в Новгороде было подписано соглашение о 10-летнем перемирии. Условия перемирия, обеспечившие русские торговые интересы, были зафиксированы в двух документах: в первом подписались представители дерптского епископа и Пскова, а во втором — Ливонского ордена и Великого Новгорода. По этому договору стороны договорились сохранить старую границу. После войны правительство Ивана III предприняло ряд мер по усилению оборонительных сооружений на северо-западных рубежах государства. Наиболее важным событием этого плана было строительство в 1492 году каменной крепости Ивангород на реке Нарове, напротив ливонской Нарвы.
По мирному договору Дерптское епископство должно было ежегодно уплачивать так называемую Юрьевскую дань Пскову в размере одной гривны (равнявшейся одной немецкой марке или 6 венгерским золотым) с души. Неуплата этой дани в дальнейшем послужила одной из причин Ливонской войны.